# Ácido diclorofenoxiacético
O ácido diclorofenóxiacético (2,4 - D (C8H6Cl2O3) No que diz a respeito sobre a formulação São constituídos pelos grupos químicos do ácido benzoico (dicamba), ácido fenoxil carboxílico (2,4-D), ácido picolínico (fluroxipir - MHE, picloran, triclopyr) e arsenicais orgânicos (DMSA, MSMA), utilizados no controle de plantas dicotiledôneas anuais e perenes pode ser considerado como Mimetizado de auxina Estes herbicidas são referidos como hormonais (reguladores de crescimento) e sua atividade fito tóxica decorre do desbalanço hormonal nos níveis endógenos de auxina (incluindo também incremento da biossíntese de etileno) que promovem nas células e o consequente crescimento desordenado.
é  o primeiro herbicida seletivo desenvolvido ainda no início dos anos 1940, tendo sido depois usado no programa da guerra química e biológica durante a Segunda Guerra Mundial (1939-1945).
Estados Unidos, Europa e antiga União Soviética são os maiores mercados de 2,4-D. O trigo produzido nos Estados Unidos utiliza praticamente só  2,4-D.

## Características  e uso na Agricultura
Afetam o crescimento das plantas de maneira similar a auxina natural, transcolados tanto como via floema quanto via xilema, efeitos no crescimento das plantas podem ser notados em doses muito baixas, não persiste no solo por mais de uma safra em torno de 30 dias, controle: dicotiledôneas de folhas largas, anuais ou perenes, uso seletivo para gramíneas, Isolados ou em misturas: principais herbicidas utilizados em pastagens, evitar: baixo volume, alta pressão e horários de vento, culturas sensíveis ao herbicida são: tomate, uva, algodão, cucurbitáceas e soja, manejo de uso nas monoculturas por exemplo soja (em pré-plantio), milho, cana-de-açúcar, café, trigo, aveia, centeio, arroz e pastagem formada, é usado como princípio ativo de herbicidas, produtos utilizados para matar plantas consideradas pragas.
É usado como princípio ativo de herbicidas, produtos utilizados para matar plantas consideradas pragas.

## Mecanismo de ação
Os herbicidas desse grupo vão provocar um desbalanço hormonal nas células causando um crescimento desordenado dos tecidos interferindo no seu metabolismo do acido nucleico e com aspecto metabólico da plasticidade da parede celular fazendo por meio da acidificação do espaço livre provocando o aumento da plasticidade da parede celular devido a ativação de enzimas que ira degradar a parede celular ou fazer o rompimento das pontes de hidrogênio sendo o principal sintomas a elongação celular. Sua seletividade é pelo arranja mento do tecido vascular em feixes dispersos sendo estes protegidos pelo esclerênquima em gramíneas (monocotiledôneas) prevenindo a destruição do floema pelo crescimento desordenado das células que é causado pelo herbicida, a tolerância e gramíneas é um resultado de diversos fatores nas monoculturas em especiais nas gramíneas a penetração do produto é mais baixa e a sua translocação por floema é imitada devido a sua estrutura anatômica.
Aril hidroxilação do 2,4 D sendo está a principal rota para o metabolismo é comum resultar na perda da capacidade oxidada desse produto além disso facilita a conjugação com aminoácidos e com outros constituintes das plantas outro método é da exsudação radícula por algumas espécies podem excreta as herbicidas por meio do sistema radicular. Estádio de desenvolvimento das plantas temos exemplos para arroz e trigo deve-se usar o 2 4 D após o perfilhamento e antes do emborracha mento na cultura do milho 4 a 6 folhas deve-se usar o herbicida em aplicações dirigido e arroz e trigo se aplicado fora do estádio do desenvolvimento recomendado e na cultura do milho se aplicado pós emergência total podem ocorrer problemas de fito intoxicação seletividade que depende do desenvolvimento da planta.
O produto atua de forma seletiva, controlando as dicotiledôneas e preservando as monocotiledôneas. Sua ação nas plantas mimetiza os hormônios vegetais conhecidos como auxinas.

## Toxicidade
Sua classificação é de toxicológica máxima (Classe I) que, em animais, se refere à DL50 (dose letal que elimina 50% de uma população). No ser humano, pode provocar irritação na pele e nos olhos, tonturas, tosse, fraqueza e até perda temporária de coordenação muscular. 
Evitar o uso de formulações que apresentam evadas pressão de vapor (muitos voláteis), principalmente em aplicações aéreas, usar maior tramalho de gotas, se praticável, usar baixa pressão para aplicação, evitar a aplicação quando o vento estiver em direção as culturas, tomar cuidado especial com a lavagem de pulverizador após as aplicações. usar, além de detergente, amoníaco ou carvão ativado.
Epinastia das folhas e pecíolos na medida que outras funções metabólicas  são afetadas da planta o metabolismo gera e a função normais são interrompidas e causa o aparecimento dos sintomas então podemos notar deformação nas nervuras e no limbo foliar, paralisação do crescimento, engrossamento das raízes, tumores ao longo do caule (principalmente no nós), que ocorre devido a obstrução do fluxo do floema semana após  a morte das plantas ocorre entre 3 e 5 semanas após a aplicação do herbicida.
É avaliado como muito tóxico para organismos aquáticos e pouco tóxico para organismos do solo, aves e abelhas.

## Uso durante a guerra
Foi usado durante o programa da guerra química e biológica no período da Segunda Guerra Mundial (1939-1945), principalmente utilizado pelos americanos com o intuito de desfolhar parte da selva entre Vietnã, Laos, e Camboja visando expor toda a rota de suprimento que supriam os guerrilheiros.
Na guerra do Vietnã (1954-1975),  juntamente com o herbicida 2,4,5-T e o pentaclorofenol, para formar um composto conhecido como agente laranja, que era utilizado como desfolhante das florestas vietnamitas.

## Uso no Brasil
Em dezembro de 2020, agricultores do Rio Grande do Sul relataram que estavam tendo problemas em suas lavouras de uva e outras pela deriva do produto usado pelos grandes produtores de soja e milho no estado. Segundo Valter Potter,  presidente da Associação Vinhos da Campanha Gaúcha, além da uva, as culturas de erva-mate, maçã, nozes, mirtilo, hortaliças e oliveiras estavam sendo atingidas. "“Este agrotóxico pode viajar muito, cerca de 20 a 30 km. Para se ter uma ideia, em um raio de 30 km, de uma cultura sensível como a uva, a nogueira ou oliveira, têm-se algo como 300 mil hectares, é muito difícil encontrar qual a pessoa foi a causadora de algum determinado problema", disse ele à época.